# 蒙德勒维尔 (塞纳-马恩省)
蒙德勒维尔（法語：Mondreville，法語發音：[mɔ̃dʁəvil] ⓘ）是法国塞纳-马恩省的一个市镇，属于枫丹白露区。

## 地理
蒙德勒维尔（48°8'33"N, 2°36'34"E）面积20.27 平方千米，位于法国法蘭西島大區塞纳-马恩省，该省份为法国北部内陆省份，北起瓦兹省，西接埃松省、马恩河谷省、塞纳-圣但尼省和瓦兹河谷省，南至卢瓦雷省，东南接约讷省，东临马恩省和奥布省，东北接埃纳省。
与蒙德勒维尔接壤的市镇（或旧市镇、城区）包括：索迪加蒂奈、阿维尔、朗东堡、舍努、日龙维尔、加蒂奈地区迈松塞勒。

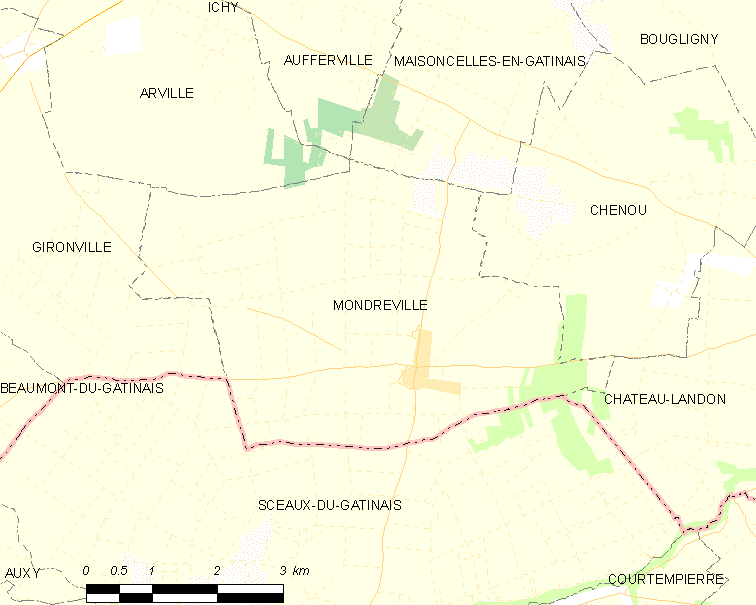
的OSM定位图

蒙德勒维尔的时区为UTC+01:00、UTC+02:00（夏令时）。

## 行政
蒙德勒维尔的邮政编码为77570，INSEE市镇编码为77297。

## 政治
蒙德勒维尔所属的省级选区为讷穆尔县。

## 人口

1962-2008年间人口变化图示

蒙德勒维尔于2022年1月1日时的人口数量为330人。